# Lupinus madrensis
Lupinus madrensis là một loài thực vật có hoa trong họ Đậu. Loài này được Seem. miêu tả khoa học đầu tiên.